# Vegas Golden Knights
Vegas Golden Knights é uma equipe profissional de hóquei no gelo que está baseada em Las Vegas, Nevada. A equipe começou a jogar na National Hockey League (NHL) na temporada 2017-18, e é um membro da Divisão do Pacífico da Conferência Oeste. A equipe é de propriedade da Black Knight Sports & Entertainment, um consórcio liderado por Bill Foley, e está jogando seus jogos em casa no T-Mobile Arena na Las Vegas Strip em Paradise, Nevada.
Além de ser a primeira equipe de Las Vegas entre as ligas profissionais norte-americanas, os Golden Knights quebraram diversos recordes em sua temporada de estreia, com o melhor desempenho da história de uma equipe recém-criada, classificando-se para a pós-temporada com 51 vitórias e o título da divisão, seguidos por um título de conferência que levou a equipe a disputar a Copa Stanley. Desde então o time só deixou de ir para os playoffs em sua quinta temporada em 2021-22, tendo nas duas anteriores alcançado as finais de conferência. Na temporada 2022-23, os Golden Knights se tornaram campeões da Copa Stanley pela primeira vez após derrotarem o Florida Panthers nas finais por 4x1.